# Brüsszel ostroma
Brüsszel ostromára 1746 január–februárjában került sor az osztrák örökösödési háború idején. A Szász Móric vezette francia hadsereg egy merész és újszerű téli hadjárat során ostrom alá vette és elfoglalta Brüsszelt, mely akkoriban Osztrák-Németalföld fővárosa volt.
A szövetséges haderőt jelentősen meggyengítette a brit kontingens egy részének visszavonása az 1745-ös jakobita felkelés miatt. Így a franciák elleni harcra csekély számú sereg maradt. Miután a franciák két rést ütöttek Brüsszel falain, az osztrák védőket február 22-én megadásra kényszerítették mindössze három hetes ostrom után.
Osztrák-Németalföld kormányzójának, Kaunitz grófnak vissza kellett vonnia a közigazgatási apparátusát Antwerpenbe. Brüsszel elvesztése súlyos kétségeket támasztott Ausztriában a szövetségeseivel szemben, különös tekintettel Nagy-Britanniára és Hollandiára, melyekről úgy vélte, hogy gyakorlatilag semmit nem tettek Brüsszel megvédésének érdekében. Egy évtizeddel később Kaunitz lesz az egyik fő szorgalmazója a korábbi szövetségesektől való eltávolodásnak és helyette a tradicionális ellenséggel, Franciaországgal való szövetségkötésnek.
A franciák Brüsszel elfoglalása után más kulcsfontosságú városokat és erődöket is bevettek osztrák-Németalföldön, köztük Monst és Namurt. Brüsszel és a megszállt németalföldi területek a franciák kezén maradtak az 1748-ban megkötött aacheni békéig. A franciák a béke értelmében 1749 januárjában kiürítették a várost.

## Fordítás
- Ez a szócikk részben vagy egészben  a   Siege of Brussels című angol Wikipédia-szócikk ezen változatának fordításán alapul.  Az eredeti cikk szerkesztőit annak laptörténete sorolja fel. Ez a jelzés csupán a megfogalmazás eredetét és a szerzői jogokat jelzi, nem szolgál a cikkben szereplő információk forrásmegjelöléseként.